# Turok: Dinosaur Hunter
Turok: Dinosaur Hunter (с англ. — «Турок: Охотник на динозавров») — компьютерная игра в жанре шутера от первого лица, разработанная Acclaim Studios Austin и изданная Acclaim для консоли Nintendo 64 и Microsoft Windows. Была выпущена в 1997 году в Северной Америке и Европе. Является адаптацией серии комиксов с одноимённым названием от Valiant Comics. Игрок управляет индейским воином с именем Турок, который должен остановить злодея по имени Campaigner (с англ. — «Служака»), который хочет завоевать вселенную с помощью древнего и мощного оружия. Первая игра из серии игр Turok.
Acclaim получила права на вселенную Turok, когда приобрела Valiant Comics в 1994 году, переименовав его в Acclaim Comics. Пострадав от проблем с финансами и низкими продажами других продуктов, компания Acclaim полагалась на игру, надеясь улучшить своё финансовое положение. Iguana использовала все графические возможности Nintendo 64 по-максимуму и была вынуждена урезать или вообще вырезать некоторые элементы игры, чтобы она сумела уместиться на 8-мегабайтном картридже. Исправление всех проблем задержало выпуск игры с сентября 1996 года до января 1997 года.
Turok получила очень положительные отзывы от критиков. Игра стала одной из самых популярных игр на консоли Nintendo 64 после выхода, её хвалили за графику и за расширение границ жанра, однако критике подверглись торможение игры при большом количестве врагов на экране, а также неудобное управление. Игра была продана тиражом в 1.5 миллиона копий и увеличила спрос на Nintendo 64. Turok породила целую серию компьютерных игр, включая прямое продолжение, Turok 2: Seeds of Evil, вышедшее в 1998 году, и приквел, Turok: Evolution, вышедший в 2002. Переиздание игры, разработанное Night Dive Studios, вышло в сервисах цифровой дистрибуции на Microsoft Windows 17 декабря 2015 года, а позже, 2 марта 2018 года, на Xbox One.

## Игровой процесс

Динозавр атакует персонажа игрока, который держит в руках дробовик. Туман ограничивает видимость небольшим радиусом вокруг протагониста.

Вид от первого лица, трёхмерная компьютерная графика и стиль игры похожи на компьютерную игру 1993 года под названием Doom с некоторыми механиками Tomb Raider. Игра начинается на уровне-хабе, который содержит порталы на семь других этапов. Игрок должен находить ключи, которые разбросаны по этапам. Когда на механизм закрытия портала будет использовано нужное количество ключей, тогда этот портал разблокируется, и игрок сможет пройти на следующий этап. Игроки исследуют большие уровни, обычно представляющие собой джунгли, при этом прыгая, плавая, лазая по скалам, ползая и бегая.
Основная цель игрока — найти куски реликвии, известной как Chronoscepter (с англ. — «Хроно-скипетр»); на каждом уровне есть одна её часть. Изучая уровни, игрок сражается с различными врагами, такими как браконьеры, военные, индейцы, динозавры, демоны и насекомые. У главного героя есть 13 видов оружия, не считая Chronoscepter, от ножа до высокотехнологичных винтовок. Все оружие, кроме ножа, требует боеприпасов, которые выпадают из мёртвых врагов или поднимаются на уровнях. Враги и боссы имеют множественную анимацию смерти в зависимости от области тела, в которую стрелял игрок. Поскольку предметы, выпавшие из умерших врагов, быстро исчезают, игроки должны привлекать противников на близкое расстояние.
Здоровье протагониста отображается в виде числа в нижней части экрана. Максимальное количество здоровья равно 100, если оно равно нулю, то у игрока отнимается одна жизнь. Количество жизней увеличивается на единицу при сборе ста очков «жизненной силы», разбросанных по уровням. Игроки восстанавливают своё здоровье, подбирая бонусы, которые могут на определённое время увеличить здоровье главного героя выше максимального. Игрок может также получить очки здоровья, убивая оленей или других мирных животных.

## Сюжет
Игрок управляет воином индейского племени Таль-Сетом (другое его имя — Турок), который путешествует во времени. В его роду от отца к сыну предаётся обязанность охранять барьер между Землёй и Затерянным миром, местом, где ход времени остановился в доисторическом периоде. Затерянный мир заселён разнообразными существами от динозавров до инопланетян. Злодей Campaigner (с англ. — «Служака») ищет древний артефакт, известный как Chronoscepter, мощное оружие, которое было разбито на куски, чтобы оно не попало в чужие руки. Он планирует использовать специальное приспособление, чтобы увеличить мощность Chronoscepter и уничтожить барьеры, которые отделяют различные миры и управляют вселенной. Турок решает найти восемь частей Chronoscepter и остановить «Служаку».

## Разработка

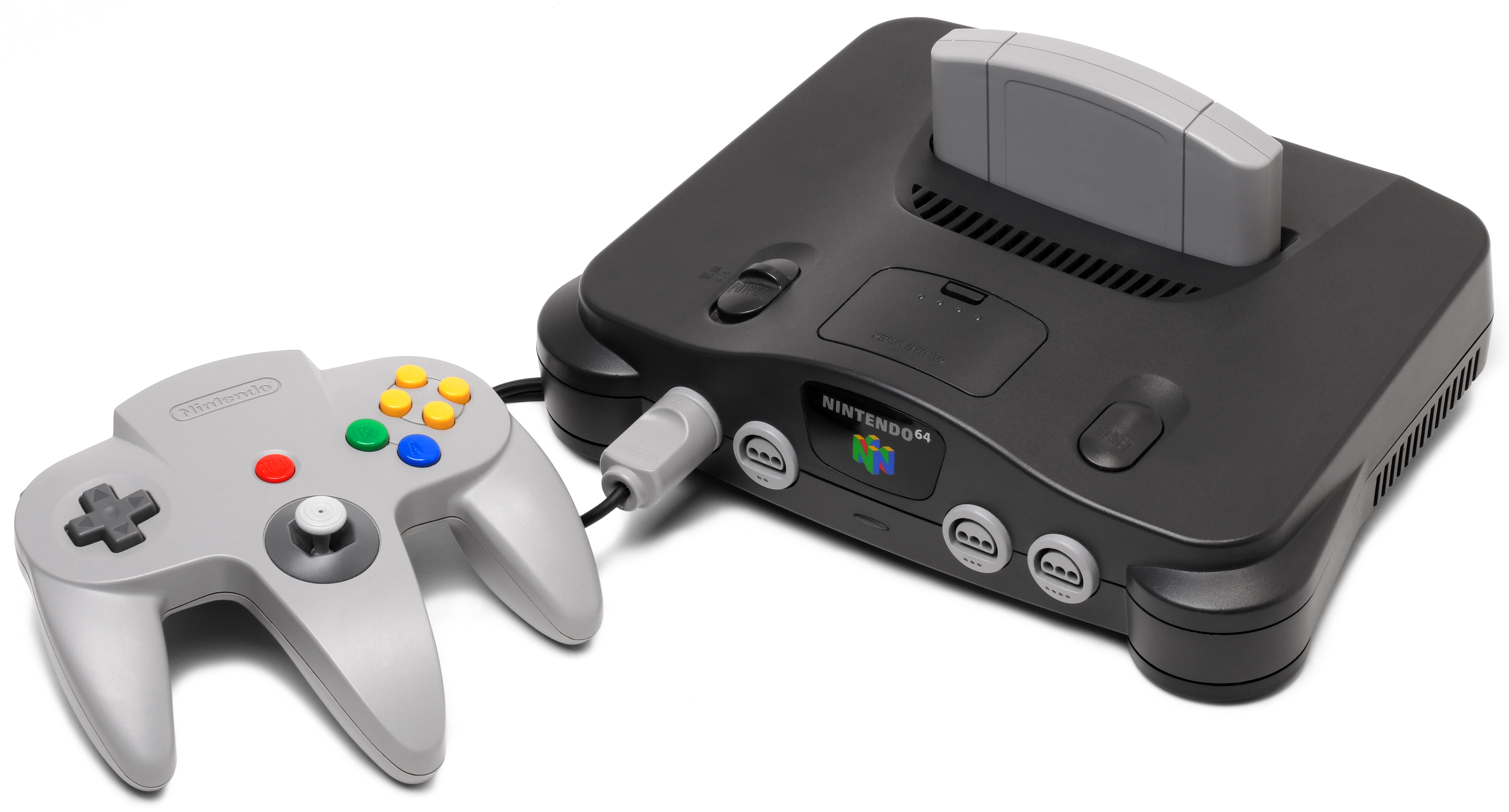
Turok была первой игрой для Nintendo 64, которая была разработана без участия Nintendo.

## Оценки
| Сводный рейтинг       | Сводный рейтинг |
| Агрегатор             | Оценка          |
| --------------------- | --------------- |
| GameRankings          | 85,83 %         |
| Русскоязычные издания |                 |
| Издание               | Оценка          |
| «Игромания»           | [ 20 ]          |
| «Страна игр»          | 8 из 10         |

| Сводный рейтинг | Сводный рейтинг |
| Агрегатор       | Оценка          |
| --------------- | --------------- |
| GameRankings    | 70,71 %         |